# Odontomyia pectoralis
Odontomyia pectoralis är en tvåvingeart som beskrevs av Thomson 1869. Odontomyia pectoralis ingår i släktet Odontomyia och familjen vapenflugor. Inga underarter finns listade i Catalogue of Life.